# 트레몬트 (마이크로아키텍처)
트레몬트(Tremont)는 인텔에서 만든 SoC(시스템 온 칩)에 사용되는 저전력 아톰, 셀러론 및 펜티엄 실버(Pentium Silver) 브랜드 프로세서용 마이크로아키텍처이다. 골드몬트 플러스의 후속 제품이다. 인텔은 2020년 9월 23일 10nm 트레몬트 코어를 탑재한 엘카트레이크(Elkhart Lake) 플랫폼을 공식 출시했다. 인텔은 2021년 1월 11일 10nm 트레몬트 코어를 탑재한 제스퍼레이크(Jasper Lake) 플랫폼을 공식 출시했다.

## 디자인
트레몬트는 보급형 데스크톱 및 노트북 컴퓨터용으로 설계된 3세대 비순차적 저전력 아톰 마이크로아키텍처이다. 트레몬트는 10nm 제조 공정을 기반으로 구축되었으며 최대 24개의 코어를 지원한다. 여기에는 아이스레이크의 Intel Gen11 그래픽 아키텍처가 포함된다.

## 같이 보기
- 인텔 CPU 마이크로아키텍처 목록
- 인텔 펜티엄 마이크로프로세서 목록
- 인텔 셀러론 마이크로프로세서 목록
- 인텔 아톰 마이크로프로세서 목록